# Petite valse
La Petite valse est une pièce pour piano composée par Emmanuel Chabrier en 1878. Cette valse, retrouvée et publiée en 1968 dans la Revue de musicologie, dure moins d'une minute. Véritable feuillet d'album, il s'agit d'une des œuvres les plus brèves de son auteur. 

## Composition
Emmanuel Chabrier compose sa Petite valse le 26 juin 1878, sur l'album de l'Hôtel des Vieux Plats à Gonneville-la-Mallet, près d'Étretat, au cours d'un séjour chez son ami Édouard Moullé. Roger Delage note cette prédilection du compositeur, « amateur de danse, valseur endiablé lui-même. Il aime à prendre son élan sur le rythme ternaire et à s'amuser à inscrire sur sa pulsation régulière une mélodie qui l'enjambe irrégulièrement, habile à déplacer les accents, à nous ménager des surprises ».
Retrouvée en 1968, la partition est publiée dans la Revue de musicologie.

## Présentation
La partition est en un seul mouvement noté « Remouvement de valse », Libidino soudente, à 
 en fa majeur.
La durée d'exécution est de 45 secondes à 1 minute.

## Analyse
Guy Sacre mentionne seulement cette Petite valse « faute de mieux ».

## Discographie
- Emmanuel Chabrier : L'Œuvre pour piano par Pierre Barbizet et Jean Hubeau (janvier-février 1982, 2CD Erato 4509-95309-2, 1994), premier enregistrement mondial[1].

### Ouvrages généraux
- Guy Sacre, La musique pour piano : dictionnaire des compositeurs et des œuvres, vol. I (A-I), Paris, Robert Laffont, coll. « Bouquins », 1998, 1495 p. (ISBN 978-2-221-05017-0), « Emmanuel Chabrier », p. 610-620.